# 이스트라강

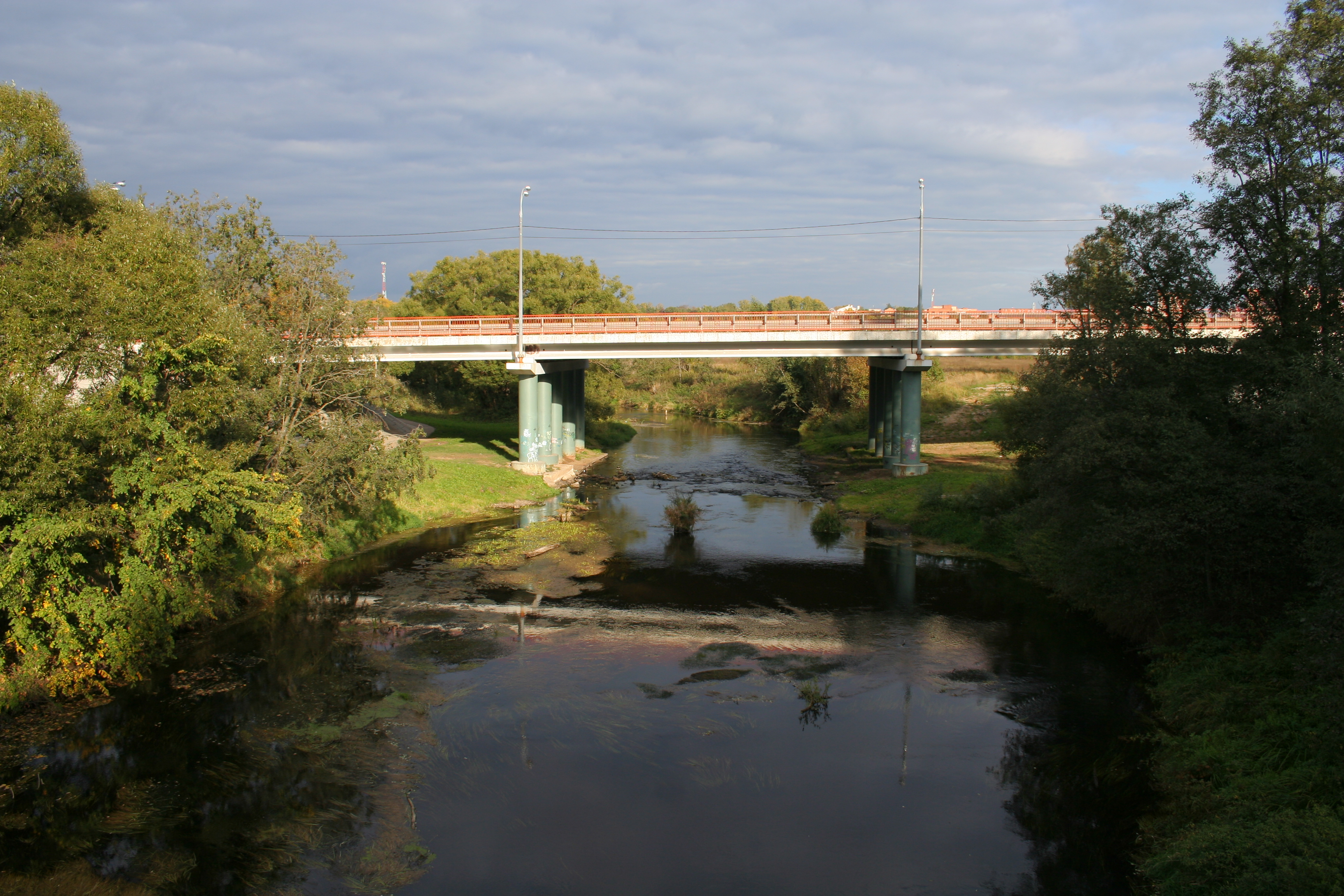
이스트라 강

이스트라강(러시아어: И́стра)은 러시아 모스크바주를 흐르는 강이다.